# غشای tectorial
غشای تکتوریال یکی از دو غشای تک سلولی حلزون در گوش داخلی است و غشای دیگر غشا پایه است. غشا تکتوریال در بالای مارپیچ لیمبوس و ارگان کورتی و در امتداد طول حلزون و موازی غشای پایه کشیده شده‌است. شعاع غشای تکتوریال به سه قسمت تقسیم شده‌است: limbal، میانی و حاشیه ای از بین این‌ها قسمت limbad نازک‌ترین (مقطع عرضی) است که در auditory teeth of Huschke قرار گرفته در حالی که لبه داخلی آن بر لیمبوس مارپیچ وصل است. قسمت حاشیه ای ضخیم‌ترین (مقطع عرضی) است که از قسمت میانی توسط  (نوار هنسن) تقسیم شده‌است قسمت حاشیه ای سلول‌های مویی حسی داخلی و سلول‌های مویی حرکتی خارجی را پوشانده‌ است و در زمان تحریک صوتی سلول‌های مویی داخلی را از طریق اتصال مایع تحریک می‌کند و سلول‌های مویی بیرونی را از طریق اتصال مستقیم به بلندترین استروسیلیا تحریک می‌کند.

## نگارخانه

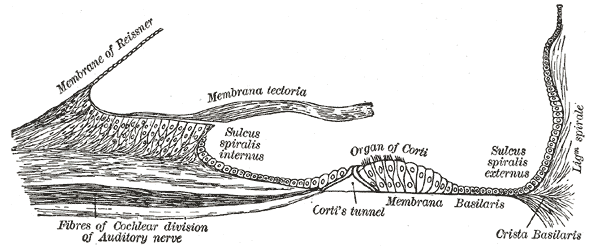
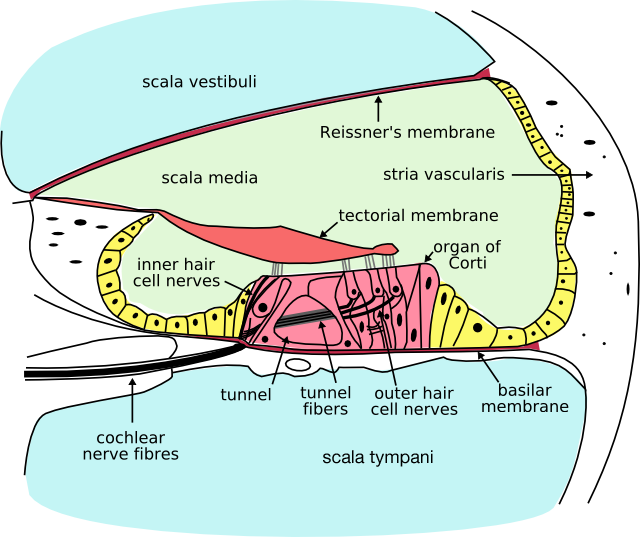